# Pôle universitaire de Koléa
Le Pôle ou campus universitaire de Koléa est un campus situé au sud-est de la ville de Koléa, à l'extrême est de la wilaya de Tipaza, et spécialisé dans les sciences commerciales et de gestion.

## Historique
Le campus a ouvert ses portes en juillet 2014, avec les quatre principaux écoles le formant, qui ont accueilli leurs étudiants.

## Localisation
Le campus est situé au sud-est de la ville de Koléa, construit dans la nouvelle extension urbaine, au milieu des bois sur le plateau surplombant la plaine de la Mitidja située juste au sud.
Le campus est situé à 24 km à l'ouest de la capitale algérienne.

### Accès

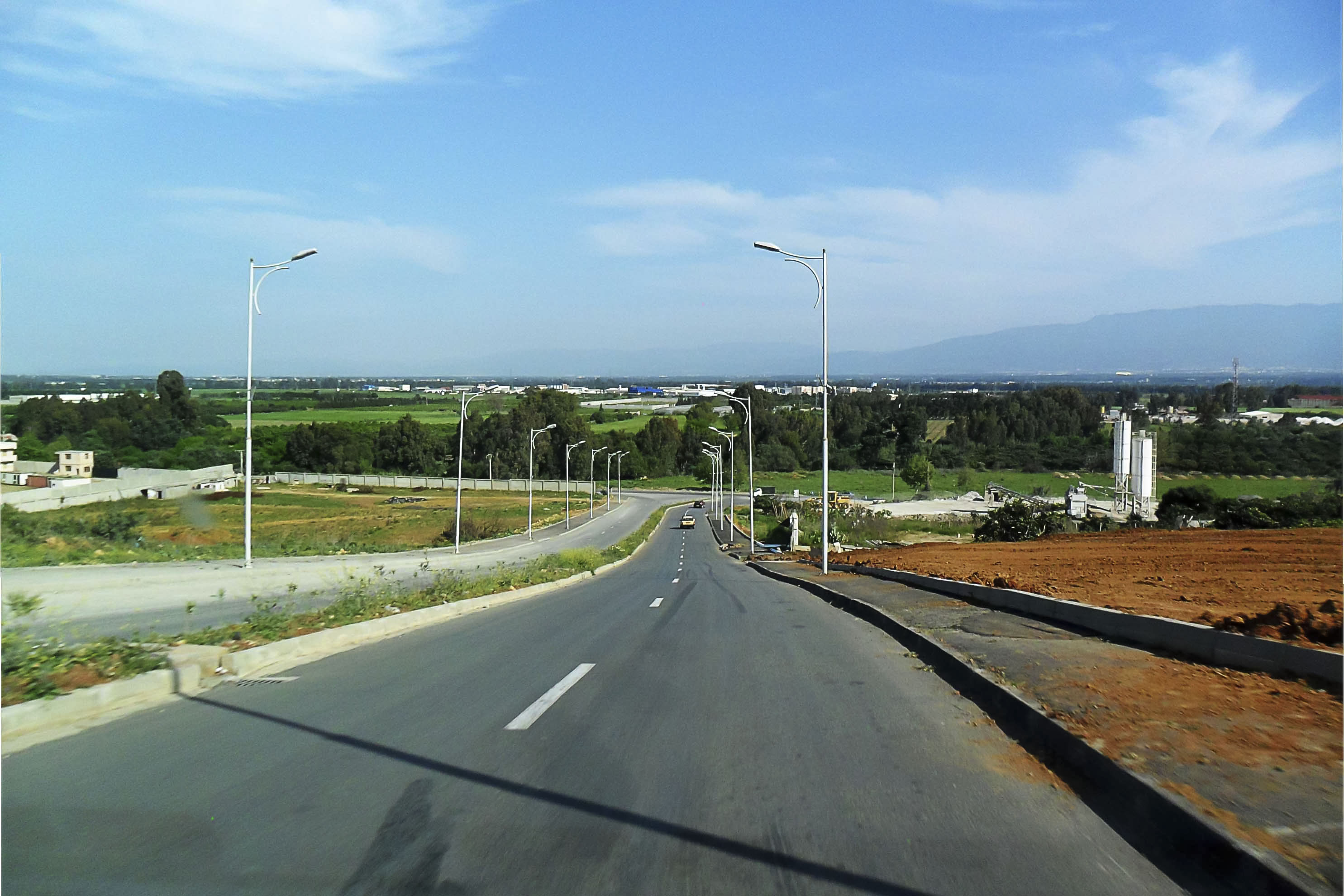
L'accès à la RN N°67.

La campus est accessible par route du nord via la route nationale N°69 reliant les villes de Douaouda et de Koléa, à l'est par l'agglomération de Koléa, et du sud par la nationale N° 67 reliant Tessala El Merdja et Koléa. 

## Établissements
Le campus abrite actuellement cinq grandes écoles, l'École supérieure de commerce transférée de son ancien siège de Tafourah (Alger-Centre), l'École Nationale Supérieure de Management créée récemment en 2008, l'École des hautes études commerciales (ex-INC) et l'École Nationale Supérieure de Statistique et d'Économie Appliquée (ex-INPS), transférées de leur ancien campus du quartier de Ben Aknoun, et enfin l'École Supérieure de Gestion et d’Économie Numérique issu de la transformation de l'école préparatoire en sciences économiques, sciences commerciales et sciences de gestion en 2019. 
Trois cités universitaires sont présentes sur le site, deux pour filles à l'ouest, et une pour garçons à l'est du campus.    
 (décembre 2020).

Galerie d'images du pôle
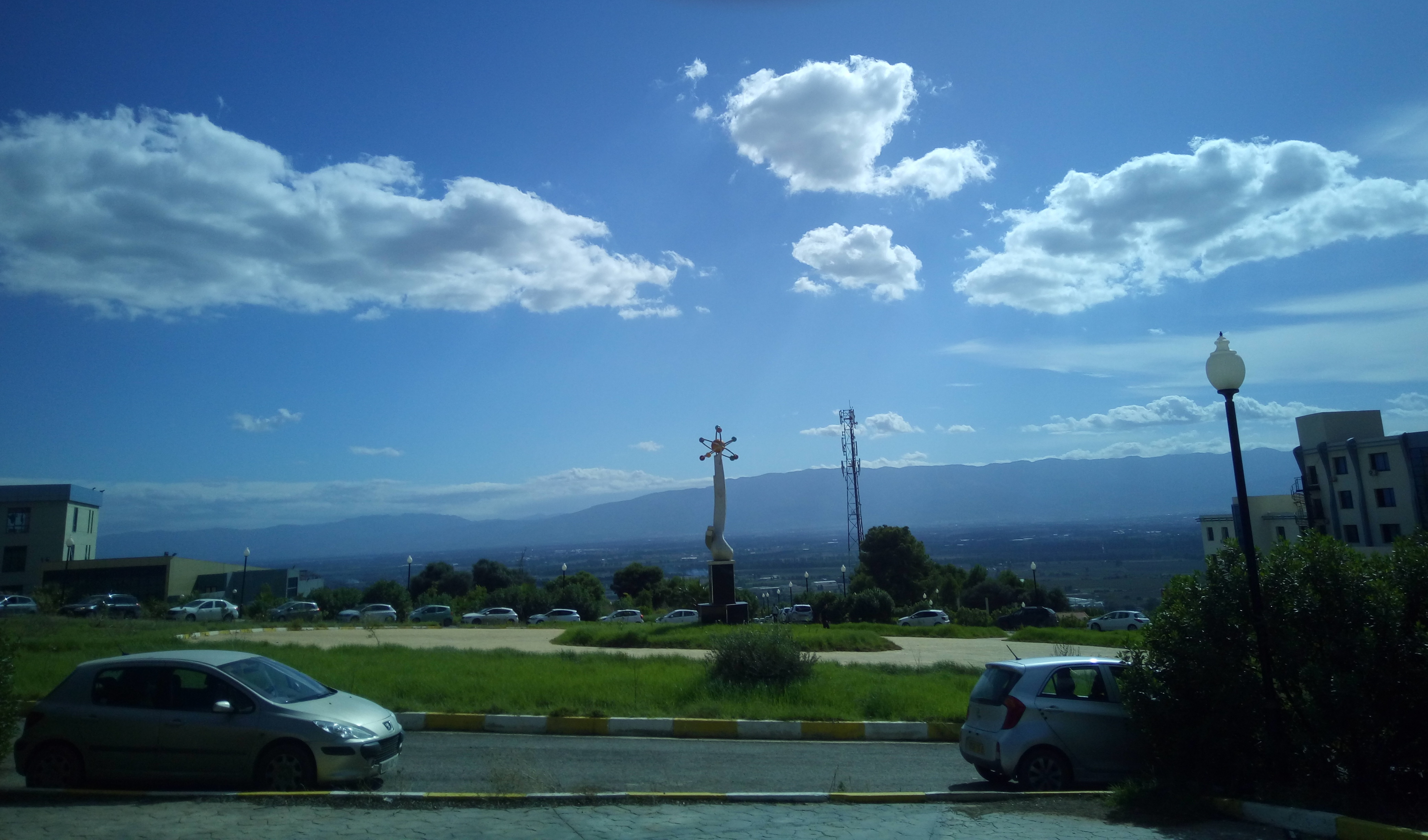
La statue du Pôle.
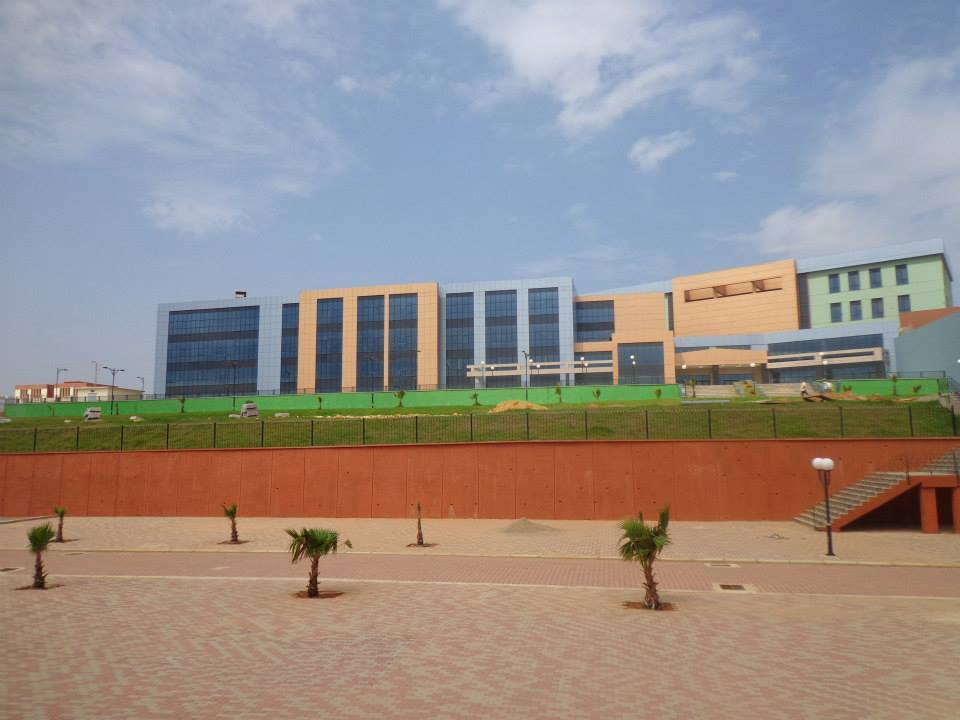
Vue sur l'ESC.
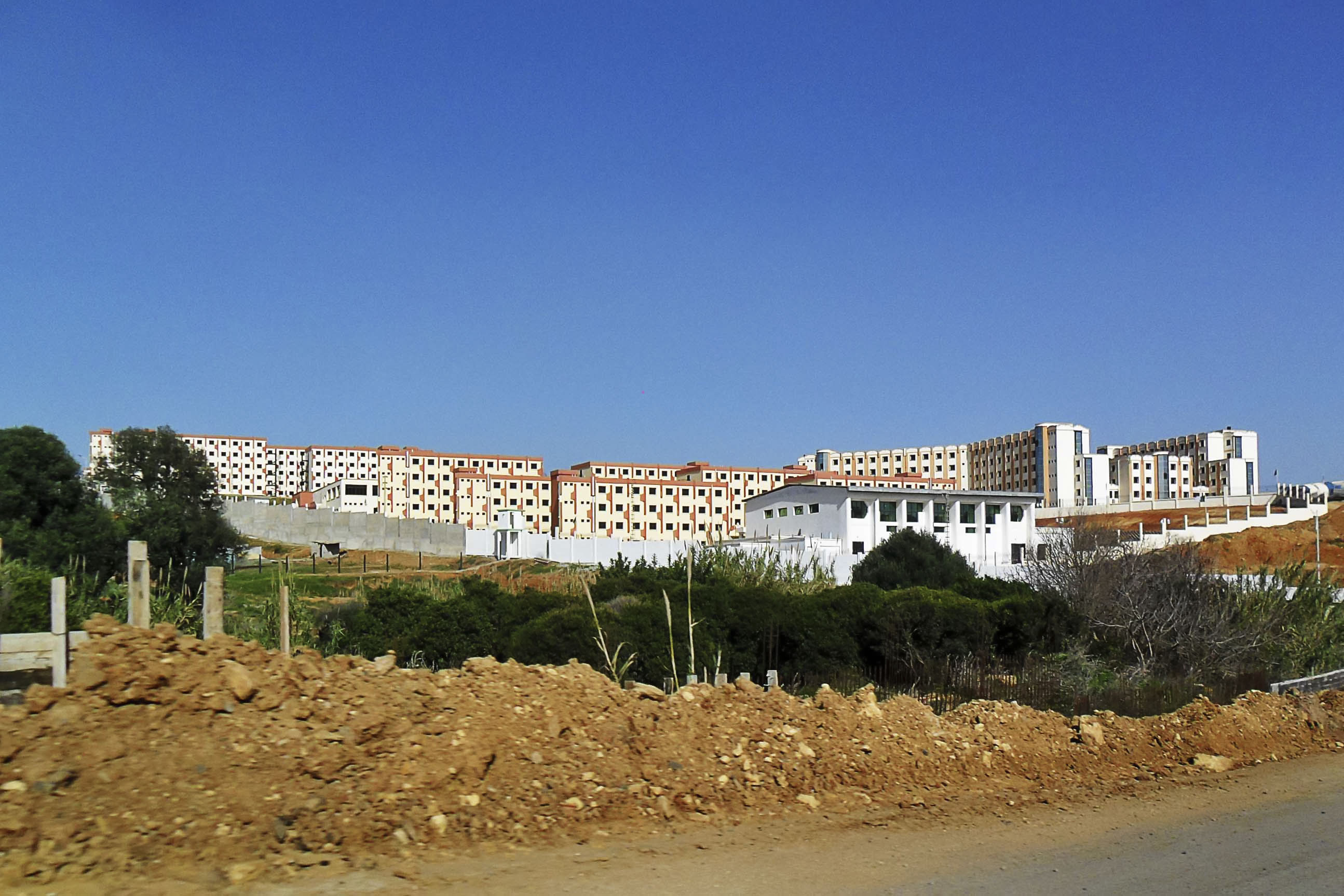
Vue sur le pôle (en chantier).
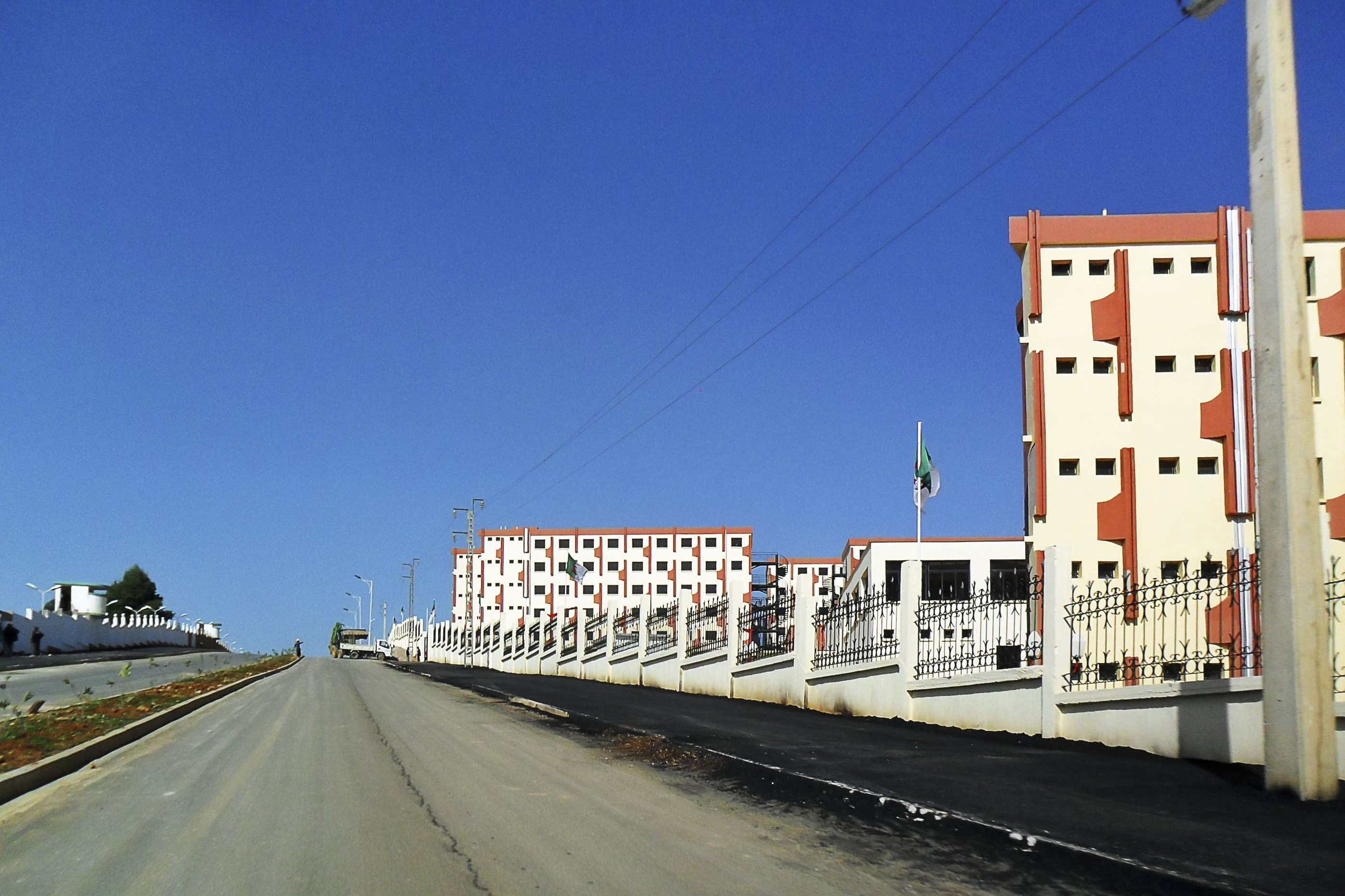
Vue sur le pôle (en chantier).
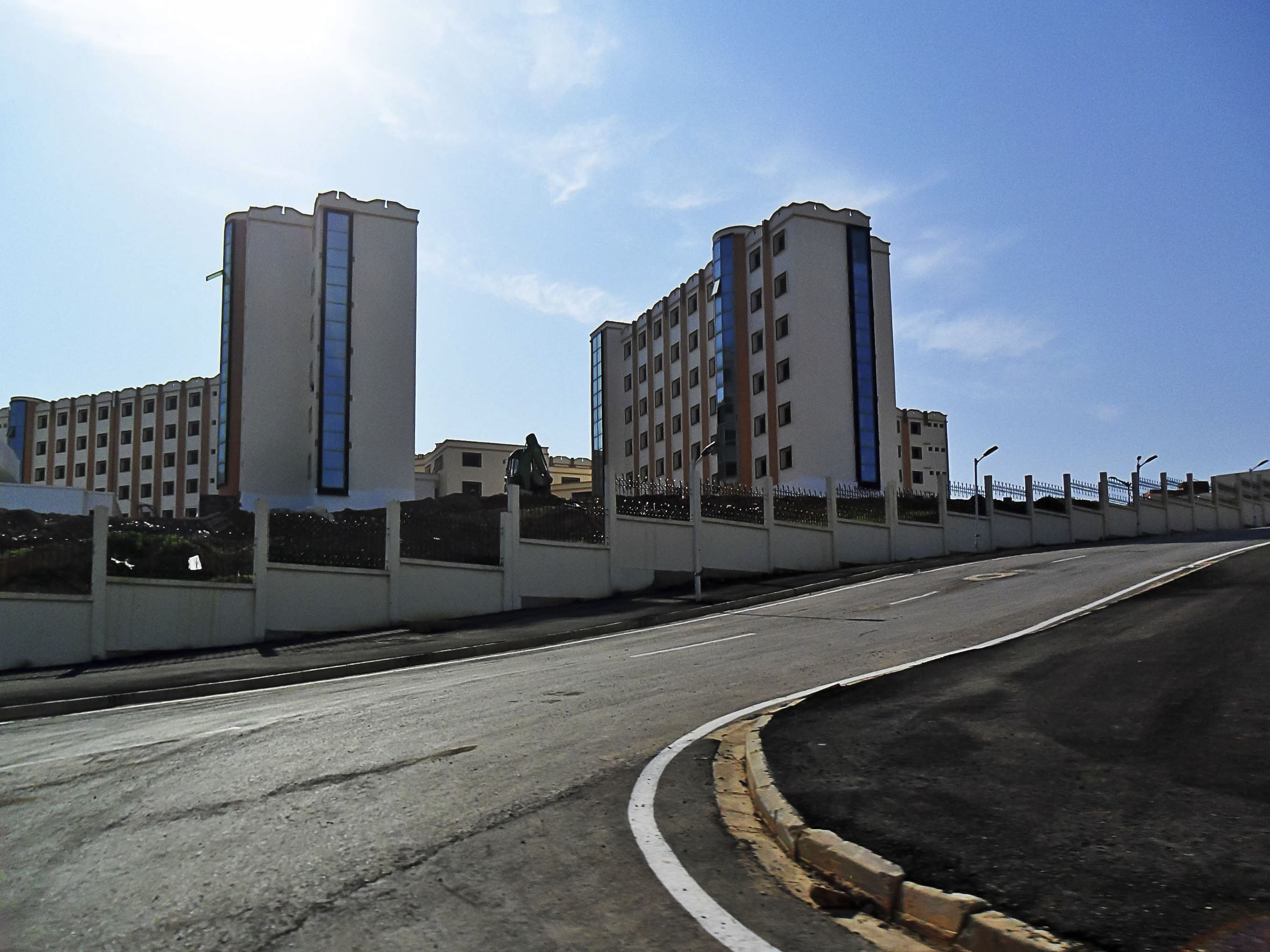
Vue sur le pôle (en chantier).
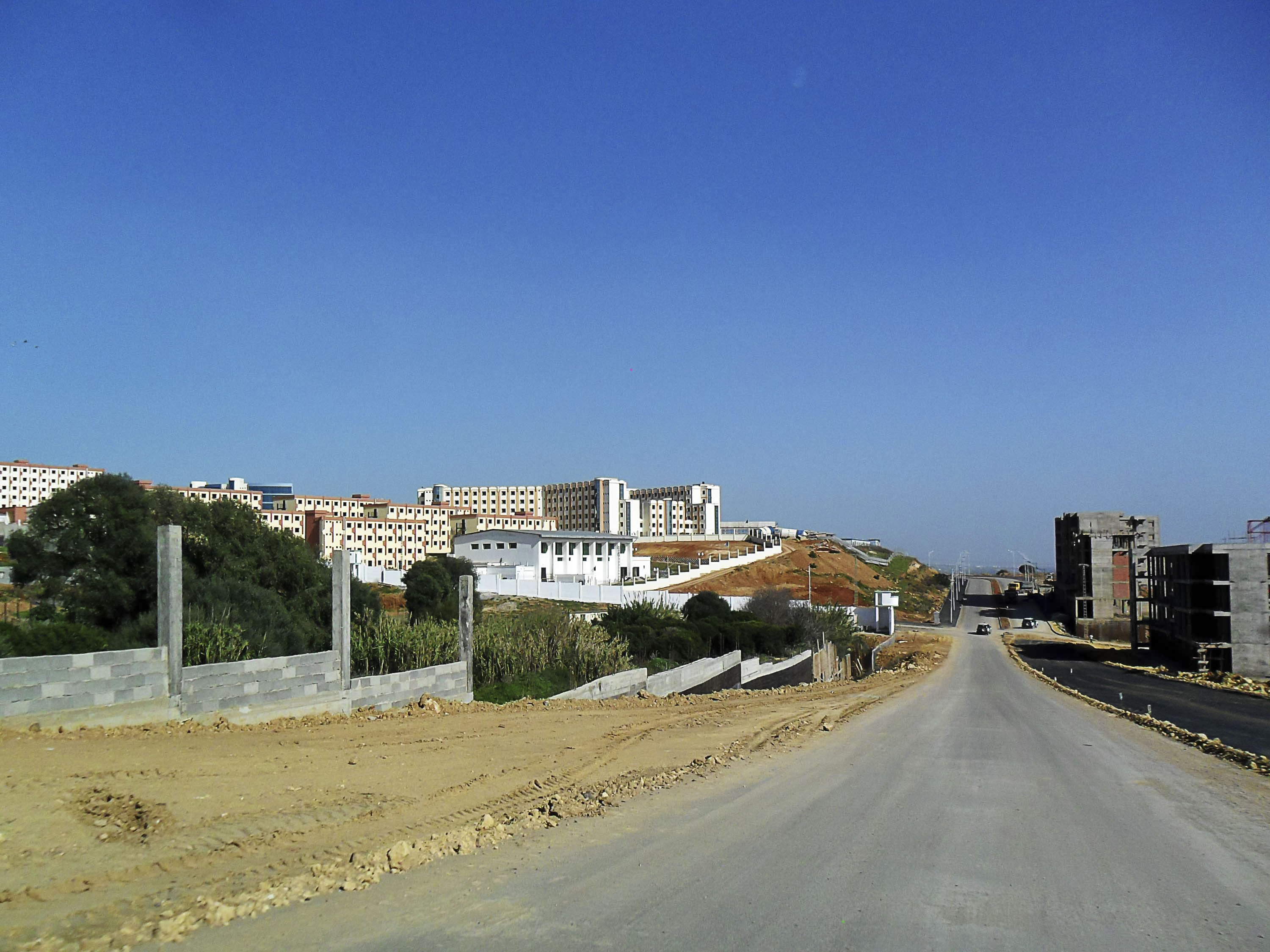
Vue sur le pôle (en chantier) à droite et des logements en construction à gauche.
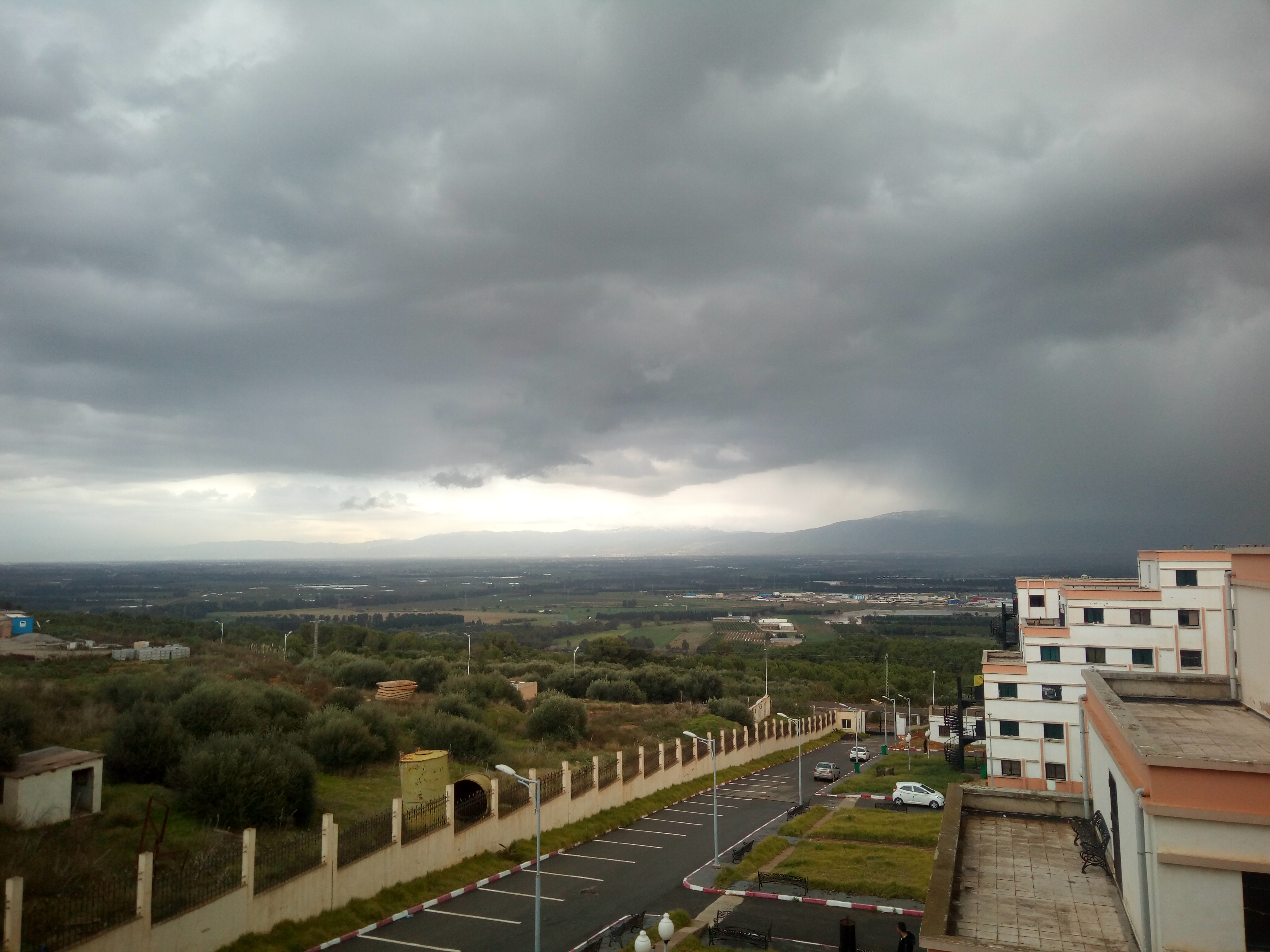
Vue depuis les hauteurs depuis le campus universitaire de Koléa.
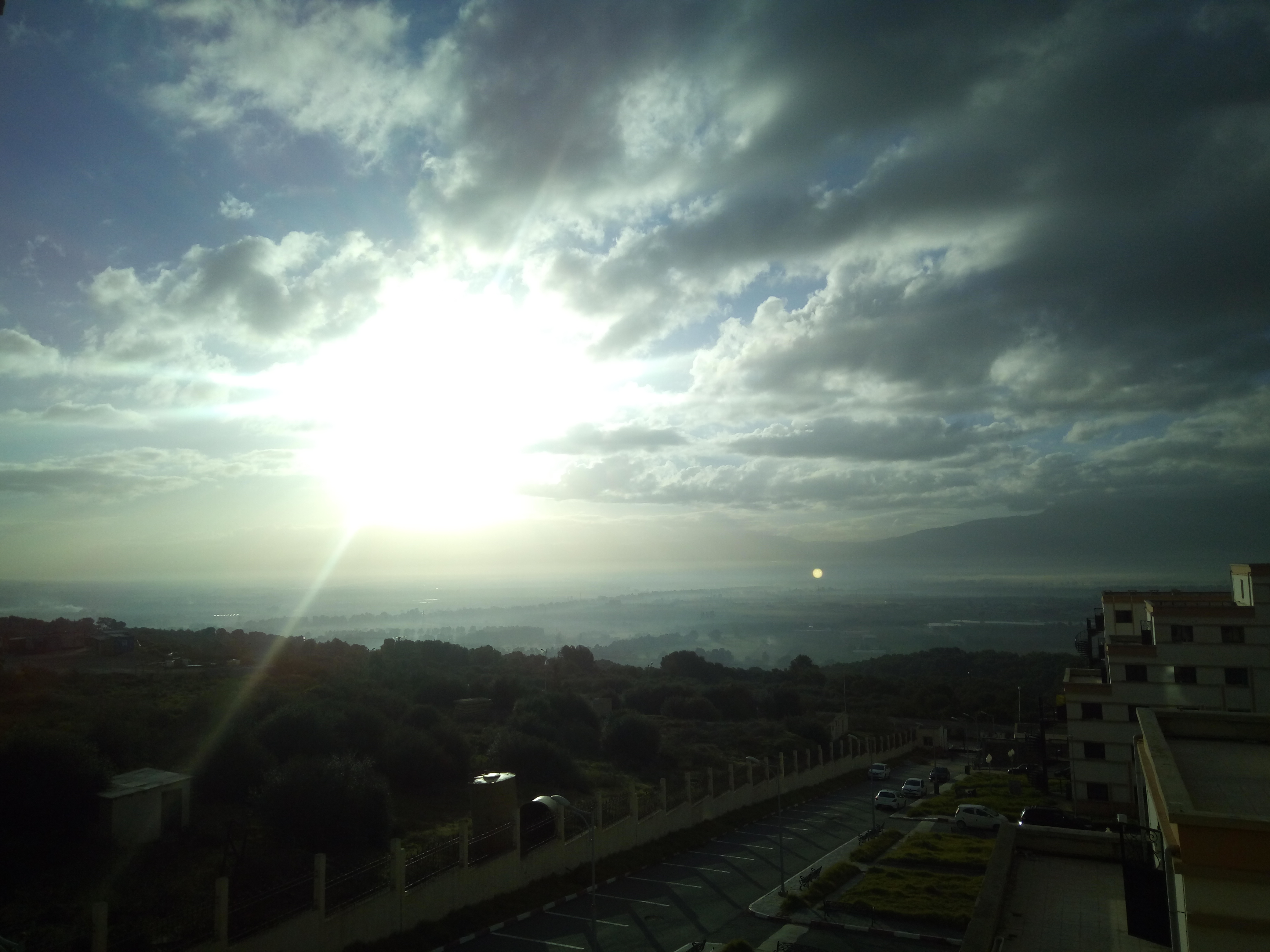
Vue depuis les hauteurs depuis le campus universitaire de Koléa, sur un lever de soleil.
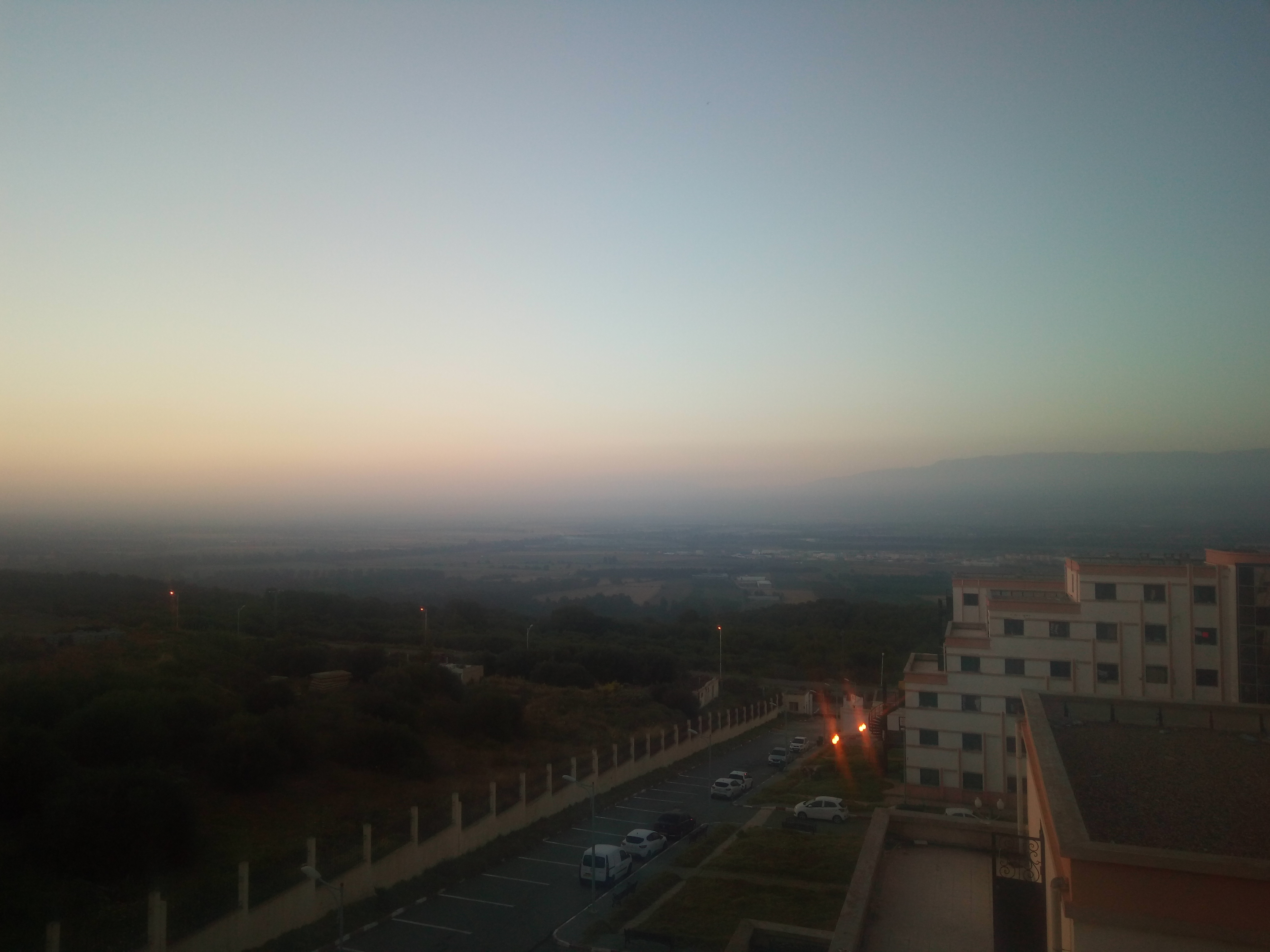
Vue depuis les hauteurs depuis le campus universitaire de Koléa, sur un lever de soleil.
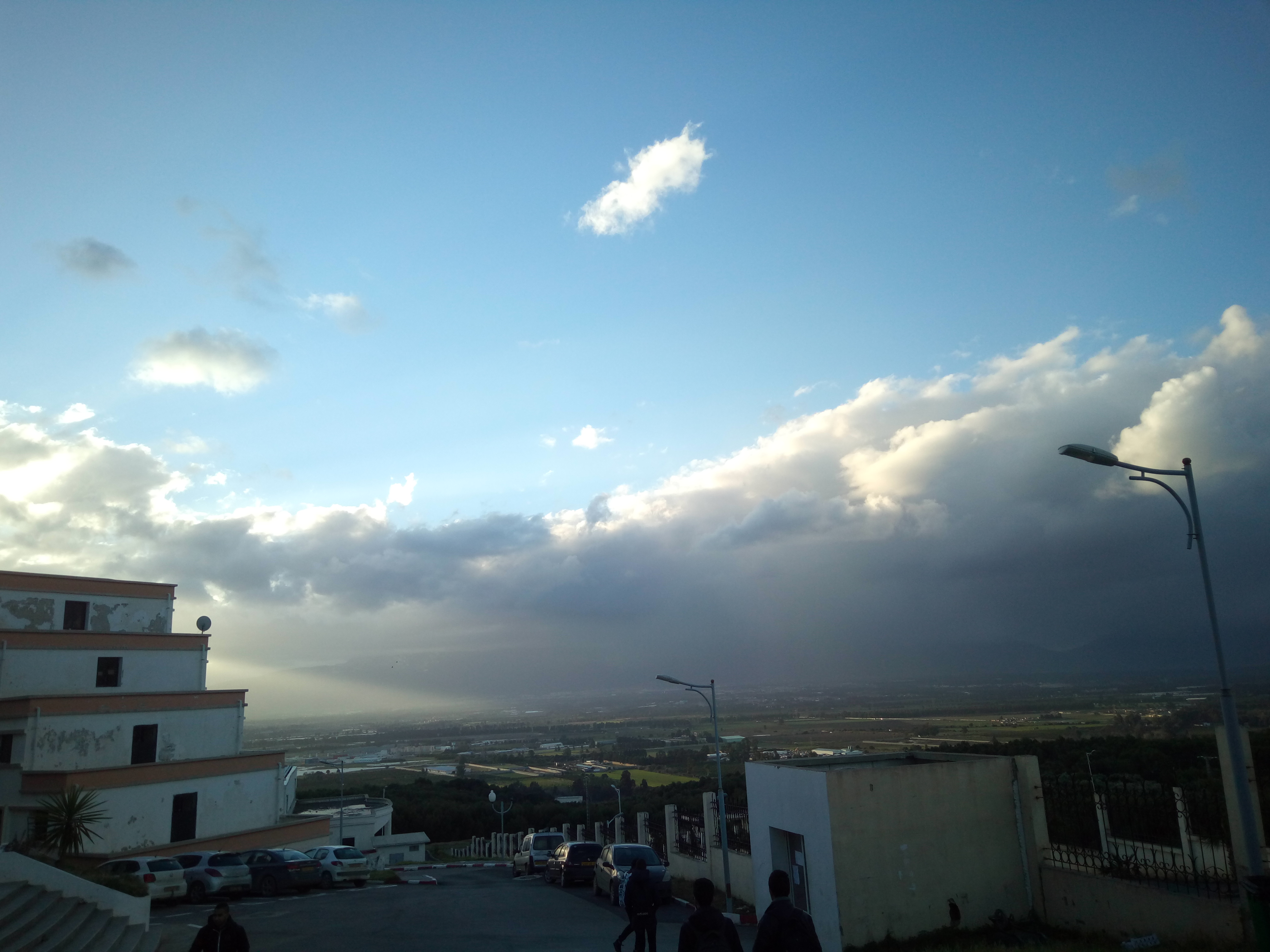
Vue matinale depuis une cité universitaire du campus de Koléa.
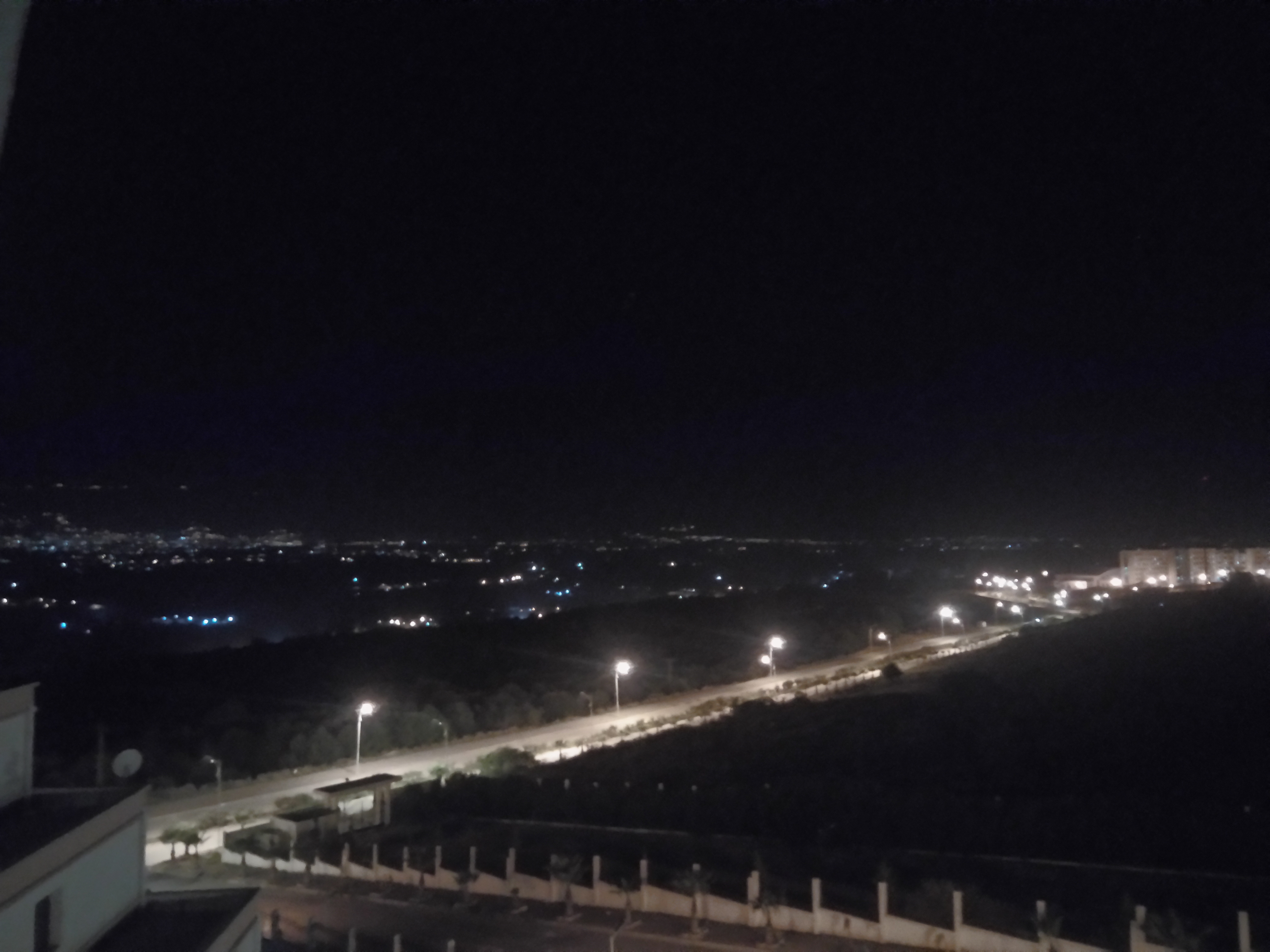
Vue nocturne depuis le campus universitaire de Koléa sur la plaine de la Mitidja, ainsi que de la ville de Blida à l'horizon.
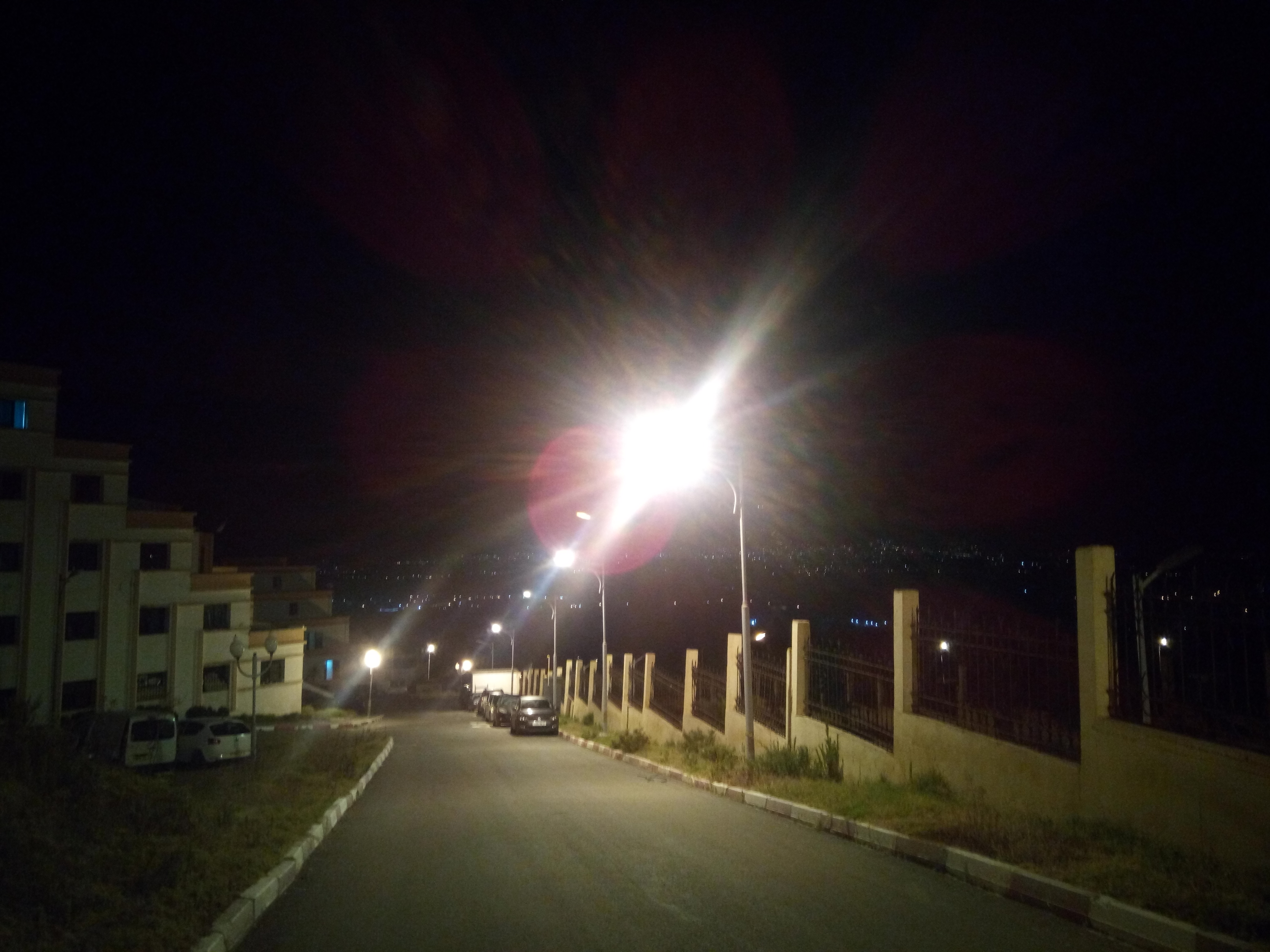
Prise nocturne depuis une cité universitaire du campus de Koléa.
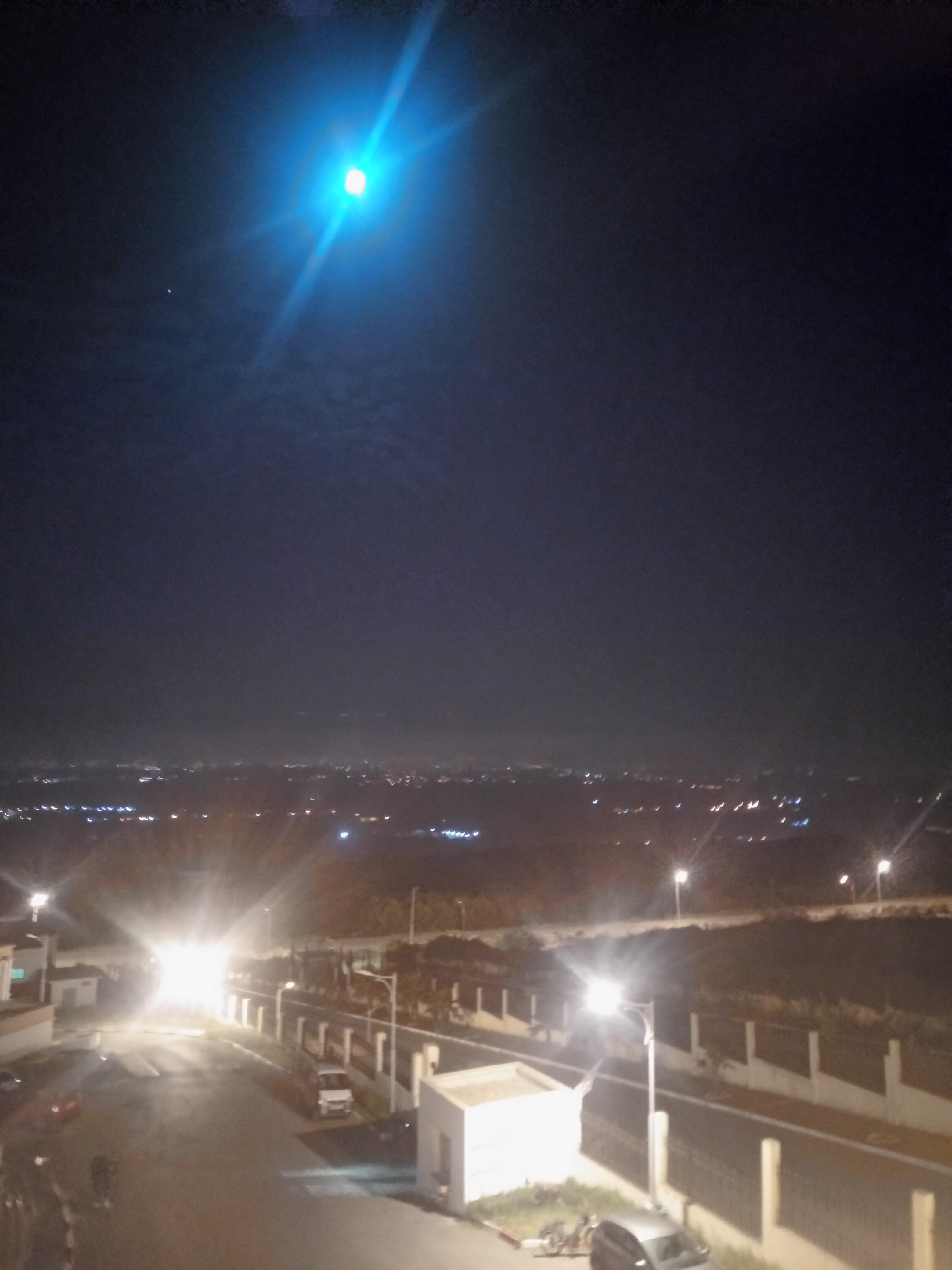
Prise nocturne depuis une cité universitaire du campus de Koléa, vue de la pleine lune et de la ville de Blida à l'horizon.
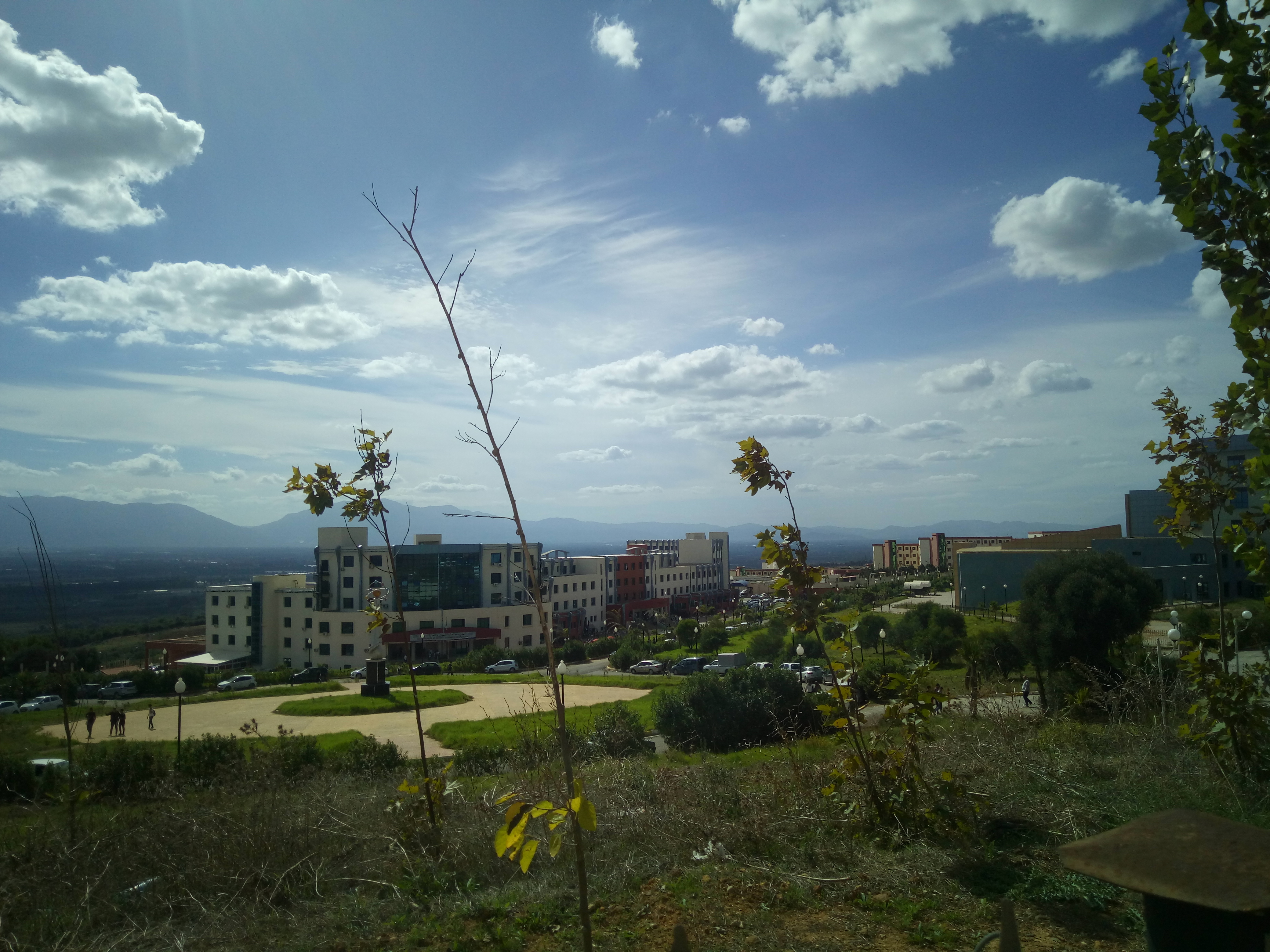
Photo prise au niveau du campus, on distingue au premier plan la statue du pôle, à droite de l'image l'édifice de l'ESC, en face celui de l'ESGEN et l'EHEC, au milieu plus loin ceux des cités universitaires pour filles.